# Arnold Paole
Arnold Paole (v originálních dokumentech Arnont Paule; raná německá podoba srbského jména nebo přezdívky, pravděpodobně Арнаут Павле / Arnaut Pavle; zemřel kolem roku 1726) byl srbský hajduk, o kterém se věřilo, že se po své smrti stal upírem, což vyvolalo epidemii údajného vampirismu, která vyústila ve smrt nejméně 16 lidí v jeho rodné vesnici Meduegna (také uváděné jako Metwett; pravděpodobně německá podoba srbského „Medveđa“), nacházející se u řeky Západní Moravy v Trsteniku, Srbsku.
Případ Paoleho, podobně jako u Petara Blagojeviće, se stal slavný díky přímému zásahu rakouských úřadů a dokumentaci rakouských lékařů a důstojníků, kteří potvrdili existenci upírů. Jejich zpráva o případu byla šířena v západní Evropě a přispěla k rozšíření víry v upíry mezi vzdělanými Evropany. Tato zpráva a její význam pro následnou upíří kontroverzi v 18. století jsou dnes někdy vysvětlovány tehdejším nedostatečným pochopením procesu rozkladu mrtvol.
Znalost případu vychází především ze zpráv dvou rakouských vojenských lékařů, Glasera a Flückingera, kteří byli postupně vysláni, aby případ vyšetřili. Odborníci naznačují, že případ Paoleho ovlivnil zobrazování upírů v populární kultuře.

## Pozadí
Požarevackým mírem roku 1718 Habsburská monarchie anektovala většinu Srbska a severní část Bosny, území, která byla součástí Osmanské říše. Tato území zůstala pod rakouskou správou až do bělehradského míru (1739), kdy byli Rakušané nuceni je vrátit Turkům. Během tohoto dvacetiletého období byla tato nově dobytá pohraniční území z různých strategických, finančních a dalších důvodů pod přímou vojenskou správou z Vídně. V důsledku devastace způsobené předchozími rakousko-osmanskými válkami byla tato oblast ve špatném stavu, s řídkým a částečně kočovným obyvatelstvem, s malým zemědělstvím a důrazem na chov dobytka. Rakouské úřady usilovaly o další ekonomický rozvoj a přilákání německy mluvících srbských osadníků do nových území. Mnoho Srbů, zejména těch, kteří imigrovali z oblastí držených Osmany, bylo najato jako milicionáři (hajduci) pro mírovou ochranu hranic a pro pravidelnou vojenskou službu v době války výměnou za nezcizitelný pozemek. Právě v těchto komunitách jsou hlášeny nejranější dobře dokumentované případy údajného upířího napadení.

## Počáteční propuknutí
Toto propuknutí je známo pouze z Flückingerovy zprávy o druhé epidemii a její předchozí historii. Podle vyprávění tamních obyvatel Medveđe, jak je uvedeno ve zprávě, byl Arnold Paole hajduk, který se přestěhoval do vesnice z Turky kontrolované části Srbska. Prý často zmiňoval, že ho sužoval upír na místě zvaném Gossowa (možná Kosovo), ale že se vyléčil tím, že jedl zeminu z hrobu upíra a mazal se jeho krví. Kolem roku 1725 si při pádu z povozu se senem zlomil vaz. Během 20 až 30 dnů po Paoleově smrti si čtyři lidé stěžovali, že jsou jím sužováni. Všichni tito lidé krátce poté zemřeli.
O deset dní později, čtyřicet dní po Arnoldově smrti, vesničané, vedeni svým hadnackem (vojenský/správní titul), který takové události už dříve viděl, otevřeli jeho hrob. Viděli, že tělo nebylo rozloženo a jevilo další známky vampirismu. Jeho žíly byly plné tekuté krve „a z očí, nosu, úst a uší mu tekla čerstvá krev; košile, pokrývka i rakev byly úplně od krve; staré nehty na rukou a nohou spolu s kůží odpadly a vyrostly nové.“ Dále „jeho tělo bylo červené, znovu mu narostly vlasy, nehty i vousy.“ Usoudili, že Paole skutečně byl upír, a zatloukli kůl do jeho srdce, na což zareagoval strašlivým výkřikem, jako by byl naživu, vzdychal a krvácel, a tělo spálili. Poté mu usekli hlavu a spálili celé jeho tělo. Následně exhumovali čtyři domnělé oběti Paoleho a provedli stejný postup, aby se nestali upíry i oni.

## Druhé propuknutí
Asi pět let poté, v zimě roku 1731, vypukla nová epidemie, při které během několika týdnů zemřelo více než deset lidí, někteří z nich už během dvou nebo tří dnů bez předchozí nemoci, jiní po třech dnech trápení. Počet obětí a jejich věk se v obou hlavních pramenech mírně liší.
Glaserova zpráva o případu uvádí, že k 12. prosinci zemřelo během šesti týdnů 13 lidí. Glaser jmenuje tyto oběti (zde chronologicky uspořádány): Miliza (srbsky Milica, 50letá žena); Milloi (srbsky Miloje, 14letý chlapec); Joachim (15letý chlapec); Peter (srbsky Petar, 15 dní starý chlapec); Stanno (srbsky Stana, 20letá žena) a její novorozeně, které bylo pochováno „za plotem, kde matka žila,“ protože nežilo dostatečně dlouho na to, aby bylo pokřtěno; Wutschiza (srbsky Vučica, devítiletý chlapec), Milosova (srbsky Milosava, 30letá manželka hajduka), Radi (srbsky Rade, 24letý muž) a Ruschiza (srbsky Ružica, 40letá žena). Nemocní si stěžovali na bodavé bolesti na bocích a v hrudi, dlouhotrvající horečku a záškuby končetin. Glaser uvádí, že místní považovali za původce epidemie vampirismu Milicu a Stanu. Podle jeho vyprávění Milica přišla do vesnice před šesti lety z území pod kontrolou Osmanské říše. Svědectví místních vypovídalo o tom, že byla vždy dobrá sousedka a podle jejich nejlepšího vědomí nikdy „nevěřila ani nepraktikovala nic ďábelského“. Jednou jim ale prý řekla, že když byla ještě na území ovládaném Osmany, snědla dvě ovce, které zabil upír. Stana naopak přiznala, že když byla na Osmanském území, natřela se krví upíra pro ochranu proti upírům (kteří tam byli velmi aktivní). Podle místního přesvědčení by obě tyto věci po smrti způsobily, že se ženy stanou upíry.
Podle Flückingerovy zprávy k 7. lednu zemřelo během tří měsíců 17 lidí (poslední dva údajně po Glaserově návštěvě). Uvádí Milizu (Milicu, 69letou ženu, která zemřela po tříměsíční nemoci); nejmenované osmileté dítě; Milloe (Miloje, 16letého chlapce, který zemřel po třídenní nemoci); Stanu (20letou ženu, která zemřela při porodu po třídenní nemoci, údajně řekla, že se natřela krví upíra) a její dítě, které se narodilo mrtvé (jak Flückinger poznamenává, „bylo napůl sežráno psy kvůli nedbalému pohřbu“); nejmenovanou desetiletou dívku; Joachima (17letého, zemřelého po třídenní nemoci); hadnackovu nejmenovanou manželku; Ruschu (Ruža – varianta Ružica – ženu, která zemřela po desetidenní nemoci); Stanika (Stanjko, 60letého muže); Miloe (Miloje, druhou oběť tohoto jména; 25letého muže); Ružino dítě (18 dní staré); Rhade (Rade, 21letého služebníka místního hajduka, který zemřel po tříměsíční nemoci); místní barjaktarovu (praporčíkovu) nejmenovanou manželku, pravděpodobně totožnou s Milosavou z druhé zprávy spolu s jejím dítětem; osm týdnů staré dítě hadnacka; Stanoicku (Stanojka, 20letou ženu, manželku hajduka, která zemřela po třídenní nemoci). Podle jejího tchána Jovizy (Jovici) šla Stanojka zdravá spát před 15 dny, ale probudila se o půlnoci ve strašném strachu a křičela, že ji dusil zesnulý Miloje. Flückinger uvádí, že místní vysvětlují novou epidemii tím, že Milica, první zemřelá, snědla maso ovcí, které „předchozí upíři“ (tedy Paole a jeho oběti z doby před pěti lety) zabili. Zmiňuje také, že Stana před smrtí přiznala, že se natřela krví, aby se chránila před upíry, a proto se sama stane upírem, stejně jako její dítě.
Podle Augustina Calmeta „dívka jménem Stanoska, dcera hejduka Jotiutze, která šla spát v naprostém zdraví, se uprostřed noci probudila ve třasu, vydávala strašlivé výkřiky a říkala, že syn hajduka Milla, který byl mrtvý devět týdnů, ji málem uškrtil ve spánku. Od té chvíle upadla do ochablého stavu a po třech dnech zemřela. Co dívka řekla o Millově synovi, ho ihned prozradilo jako upíra: byl exhumován, načež bylo shledáno, že upírem skutečně je. Místní představitelé spolu s lékaři a chirurgy zkoumali, jak se mohl vampirismus znovu objevit i přes opatření, která byla před lety přijata.“

## Vyšetřování
Vesničané si na nové úmrtí stěžovali Oberleutnantovi Schnezzerovi, rakouskému vojenskému veliteli odpovědnému za správu oblasti. Ten se obával šíření nákazy, a tak povolal císařského specialistu na nakažlivé nemoci Glasera, který byl tou dobou v nedalekém městě Paraćin. Dne 12. prosince 1731 Glaser vyšetřil vesničany i jejich obydlí. Nepodařilo se mu najít žádné známky nakažlivé choroby a úmrtí přisoudil podvýživě, běžné v tomto kraji, a nezdravému vlivu přísného pravoslavného půstu. Vesničané však trvali na tom, že příčinou nemocí byli upíři. V té době se dvě až tři domácnosti scházely v noci, někteří spali, jiní drželi hlídky. Byli přesvědčeni, že úmrtí nepřestanou, dokud úřady upíry nepopraví, a pohrozili, že opustí vesnici, pokud se tak nestane.
Glaser proto souhlasil s exhumací některých zemřelých. K jeho překvapení byla většina těl nerozložených, mnohá byla oteklá a měla krev v ústech. Několik těl, která zemřela nedávno (jmenovitě Vučica, Milosava a Rade), však vykazovala známky rozkladu. Glaser své zjištění předložil velení v Jagodině s doporučením, aby se obyvatelstvo uklidnilo vykonáním "popravy" upírů. Schnezzer jeho zprávu předal nejvyššímu velení v Bělehradě (v té době pod rakouskou správou). Zástupce velitele Botta Adorno poté vyslal druhou komisi k prošetření případu.
Nová komise se skládala z vojenského chirurga Johanna Flückingera, dvou důstojníků – podplukovníka Büttnera a J. H. von Lindenfelse – a dvou dalších vojenských chirurgů, Siegeleho a Johanna Friedricha Baumgartena. Dne 7. ledna, spolu se staršími vesnice a několika místními Romy, otevřeli hroby zesnulých. Jejich nálezy byly podobné Glaserovým, jejich zpráva však obsahovala mnohem více anatomických detailů. Komise zjistila, že pět těl (manželka a dítě hadnaka, Rade a manželka a dítě praporečníka) bylo rozloženo, zatímco zbývajících dvanáct těl bylo "zcela zachovalých a nerozložených" a vykazovalo známky běžně připisované upírům. Jejich hrudníky a v některých případech i jiné orgány byly plné čerstvé (nikoliv sražené) krve, vnitřnosti byly v "dobrém stavu", těla vypadala otylá a pokožka měla "červenou a živou" barvu místo bledé. V několika případech "kůže na rukou a nohou spolu se starými nehty odpadla, ale místo nich se objevily zcela nové nehty a čerstvá kůže."
V případě Milicy byli hajduci, kteří pitvu sledovali, překvapeni jejím "zdravým vzhledem", protože ji od mládí znali jako velmi "hubenou a sešlou"; pouze v hrobě takto "ztloustla". Chirurgové shrnuli všechna tato zjištění konstatováním, že těla byla ve "stavu upírství" (Vampyrenstand). Po dokončení vyšetření Romové usekli hlavy údajným upírům, jejich hlavy i těla spálili a popel hodili do řeky Západní Moravy. Rozložená těla byla vrácena do hrobů. Zpráva je datována k 26. lednu 1732 v Bělehradě a nese podpisy pěti zúčastněných důstojníků.
Dne 13. února poslal Glaserův otec, vídeňský lékař Johann Friedrich Glaser, který byl také dopisovatelem norimberského časopisu Commercium Litterarium, jeho redakci dopis, v němž popsal celý případ, jak mu ho jeho syn sdělil již 18. ledna. Příběh vzbudil značný zájem. Následně byly obě zprávy (zejména podrobnější verze od Flückingera) i Glaserův dopis znovu otištěny v řadě článků a traktátů.
Calmet poznamenává: „Nakonec po důkladném pátrání zjistili, že zesnulý Arnold Paul zabil nejen čtyři osoby, o kterých jsme mluvili, ale také několik volů, z jejichž masa jedli noví upíři, včetně syna Milla. Na základě těchto zjištění se rozhodli exhumovat všechny, kdo zemřeli během určité doby. Ze čtyřiceti těl bylo sedmnáct nalezeno se zjevnými známkami upírství; probodli jim srdce a usekli hlavy, poté popel vhodili do řeky. Všechny tyto informace i popravy byly řádně zaznamenány a úředně ověřeny několika důstojníky místní posádky, hlavními chirurgy pluků i předními obyvateli kraje. Úřední protokol byl koncem ledna zaslán císařské válečné radě ve Vídni, která ustanovila vojenskou komisi k prošetření pravdivosti všech těchto okolností. Tak znělo svědectví hadnaka Barriarara a starých hajduků; a bylo podepsáno Battuerem, prvním poručíkem pluku Alexandra Württemberského, Clickstengerem, hlavním chirurgem pluku Frustemburch, třemi dalšími chirurgy a kapitánem Guoichitzem ze Stallachu.“

## Zdroje
- Originál Glaserovy zprávy v němčině
- Dopis Johanna Friedricha Glasera editorům časopisu Commercium Litterarium (také v němčině)
- Originál Flückingerovy zprávy v němčině
- Nowosadtko, Jutta. 2004. Der "Vampyrus Serviensis" und sein Habitat: Impressionen von der österreichischen Militärgränze. In: Militär und Gesellschaft in der Frühen Neuzeit. 8 (2004). Heft 2. Universitätsverlag Potsdam. [1]